# Rynek Sienny w Szczecinie

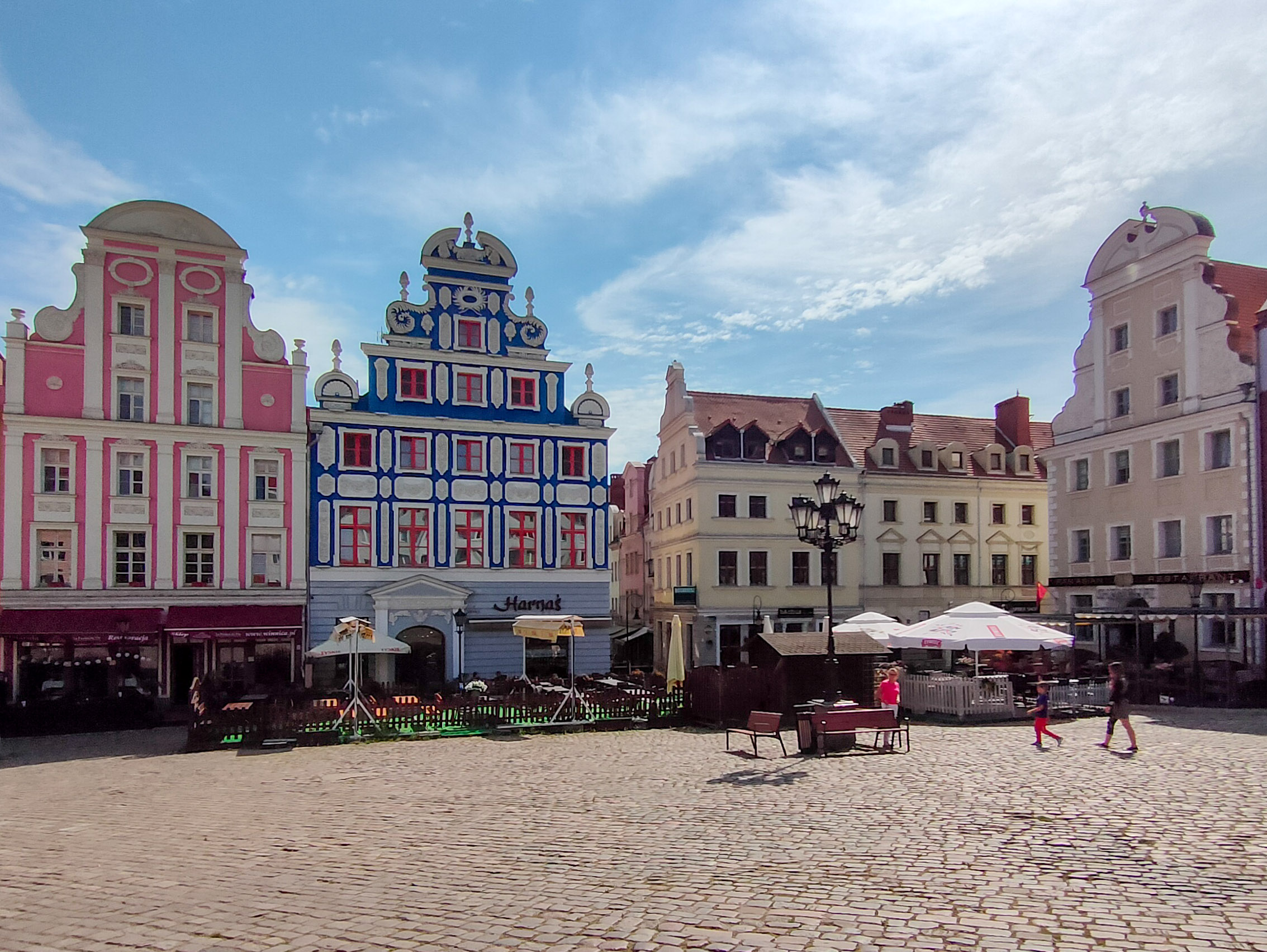
Narożnik południowo-wschodni z jedynymi zrekonstruowanymi kamienicami

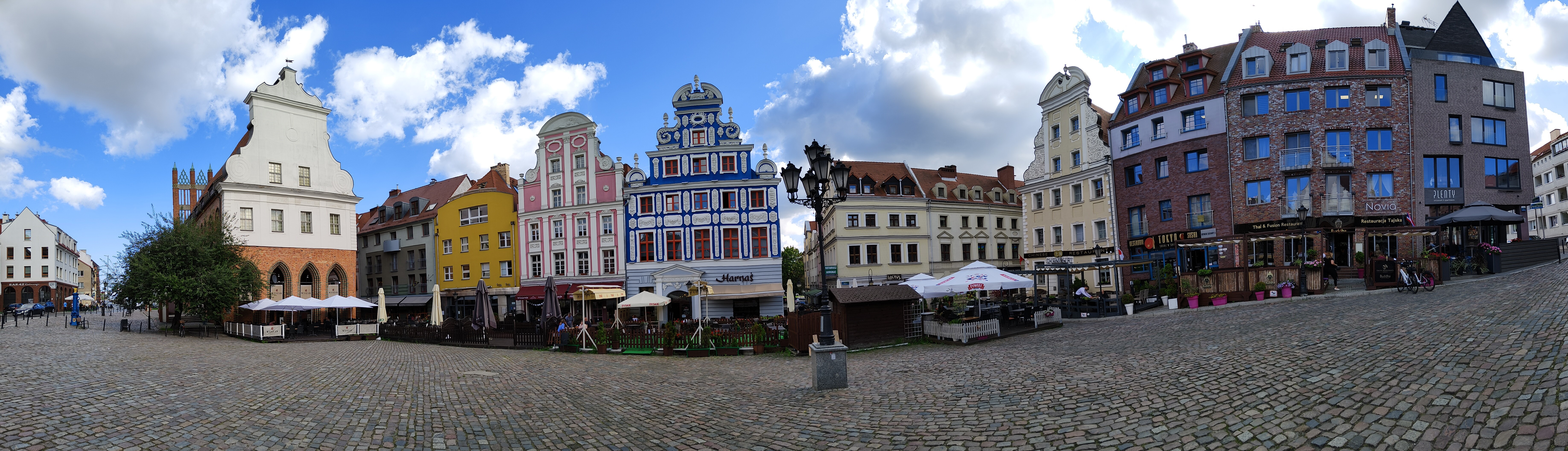
Panorama zabudowy Rynku Siennego, po lewej ratusz

Rynek Sienny w Szczecinie – główny plac staromiejski w formie prostokątnego, brukowanego rynku w dzielnicy Śródmieście na osiedlu Stare Miasto. Plac otaczają ulice Sienna oraz Mściwoja II, do placu dochodzi również ulica Osiek. Do 1945 roku zwany był Heumarkt.

## Historia
Rynek został utworzony w okresie średniowiecza – z tej epoki pochodzi także jego nazwa wywodząca się od odbywającego się na nim handlu sianem. W XII wieku wybudowany został w stylu gotyckim budynek Starego Ratusza – początkowo jako drewniany, następnie murowany. W XVII wieku ratusz przebudowano w stylu barokowym. W latach 1833–1835 zachodnią pierzeję zabudowano gmachem giełdy, który zastąpił istniejący tam wcześniej budynek domu marynarza. Po 1879 budynek Starego Ratusza przestał być użytkowany przez władze miasta i przeznaczony został do wynajęcia – umieszczono w nim lokale usługowe. Wokół placu powstały kamienice m.in. w stylu barokowym, przebudowane następnie na styl eklektyczny. Na rynku funkcjonowało targowisko, handlowano m.in. produktami codziennego użytku. W czasie II wojny światowej bombardowania alianckie spowodowały znaczne zniszczenia zabudowań rynku. Ratusz, giełda oraz pobliskie zabudowania uległy spaleniu. Po II wojnie światowej postanowiono rozebrać resztki kamienic i gmach giełdy, ratusz odbudować w stylu gotyckim (trzy ściany) i barokowym (południowa ściana szczytowa), a nazwę rynku zmienić na plac Rzepichy (nazwa obowiązywała do 1995; używana była też nazwa Stary Rynek). Pierzeję zachodnią zastąpiły trzy kilkupiętrowe bloki ze spadzistymi dachami i balkonami wychodzącymi na rynek. W drugiej połowie lat 90. XX w. rozpoczęto odbudowę kamienic pierzei południowej oraz zachodniej; niektóre budynki uzyskały wygląd zbliżony do tego sprzed zniszczeń wojennych, jak np. kamienica Moninów. 

## Kalendarium zmian nazwy rynku
| Czas obowiązywania | Nazwa                      |
| ------------------ | -------------------------- |
| 1310               | forum antiquum             |
| po 1325            | Heu Marckt, Heumarkt       |
| 1945–1995          | Plac Rzepichy, Stary Rynek |
| od 1995            | Rynek Sienny               |

## Obiekty
- nr 1–3 – odbudowane kamienice
- nr 4 – kamienica Moninów

## Numeracja i kody pocztowe
- Numery parzyste: 2, 4
- Numery nieparzyste: 1, 3
- Kody pocztowe: 70-542

## Galeria

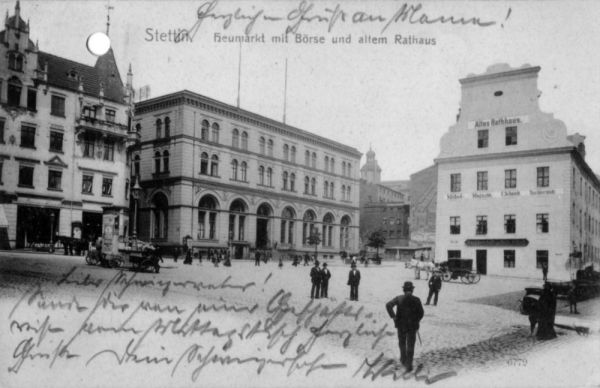
Heumarkt w początkach XX wieku
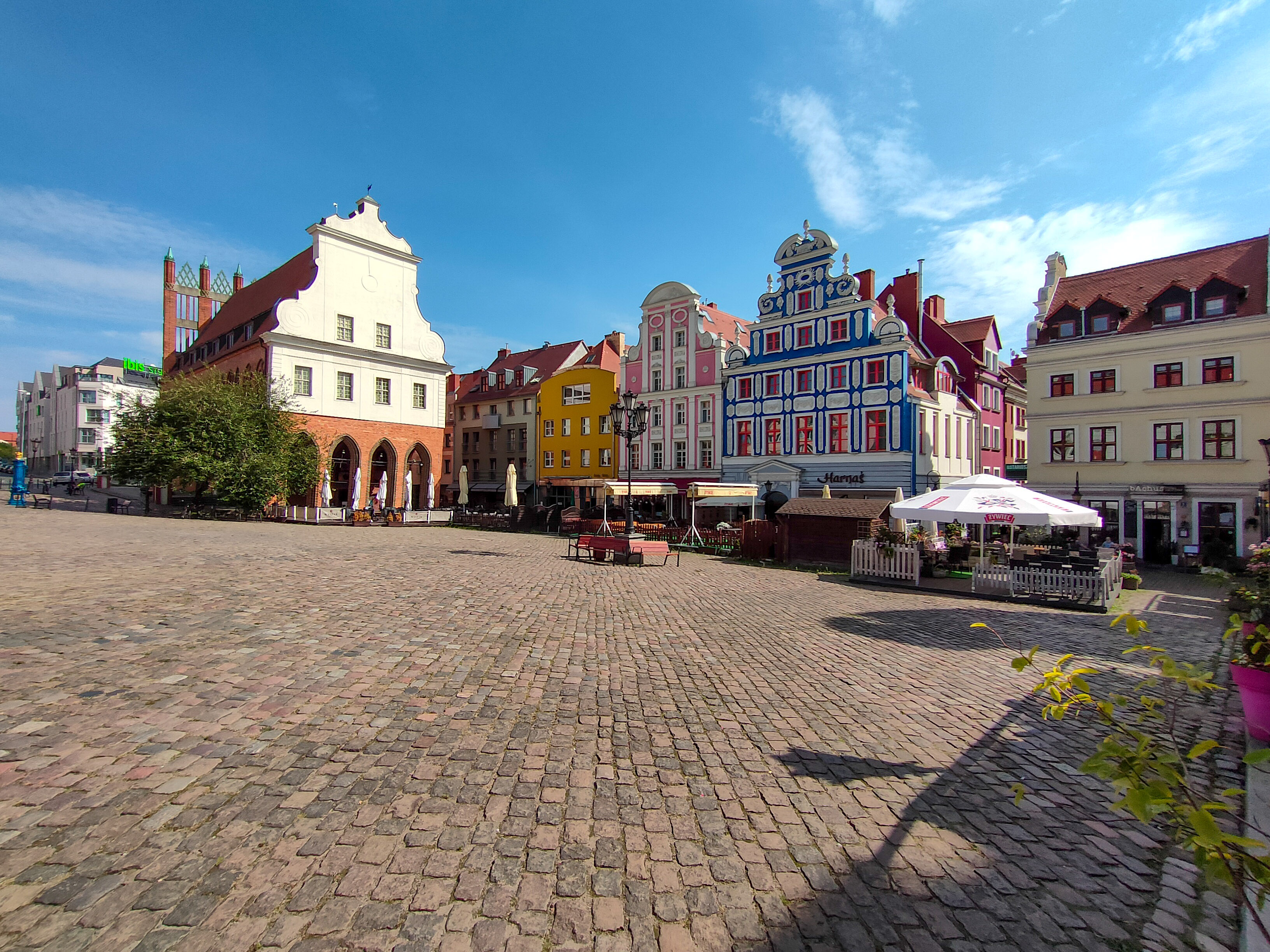
Pierzeja południowa
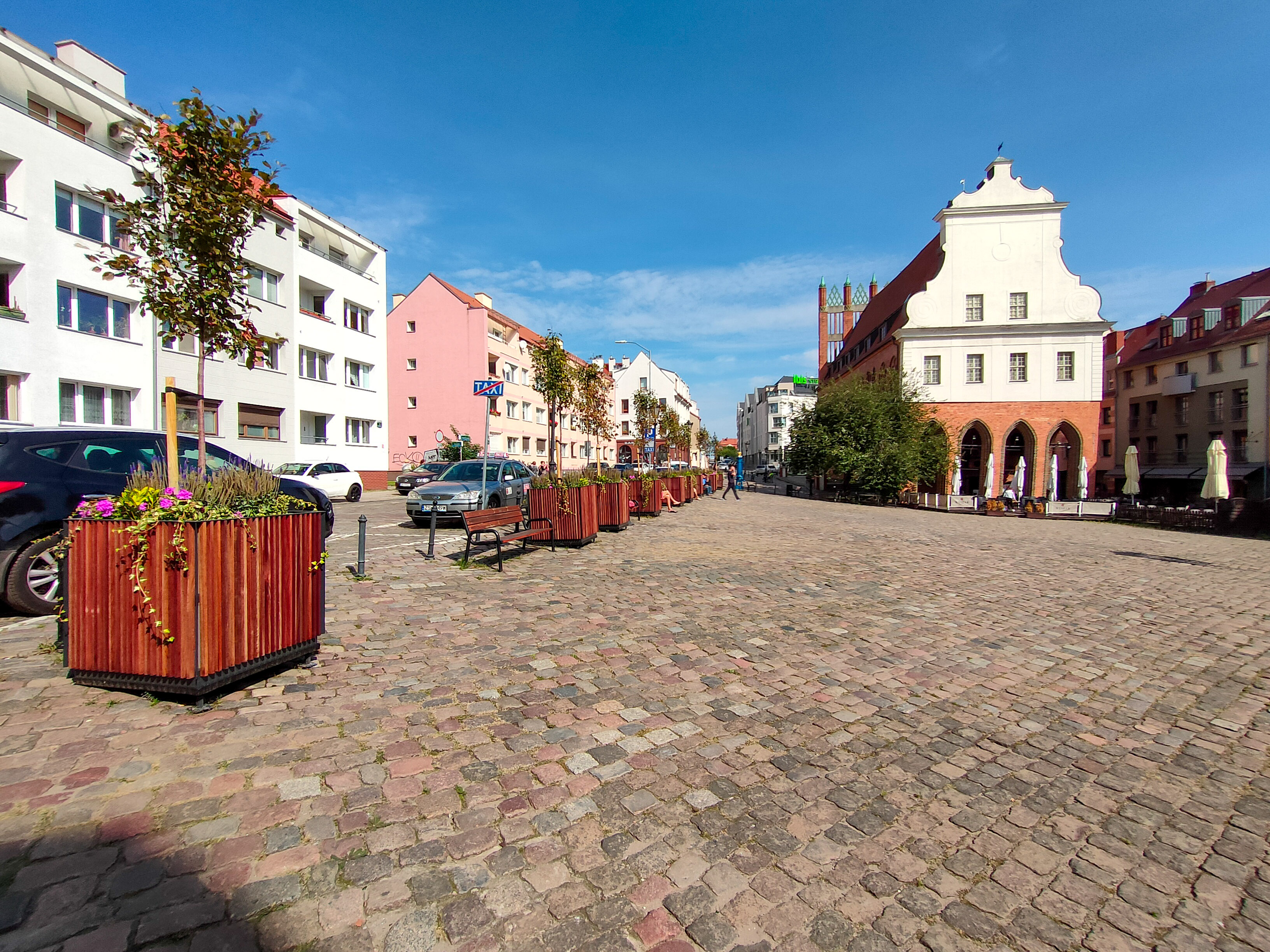
Pierzeja północna
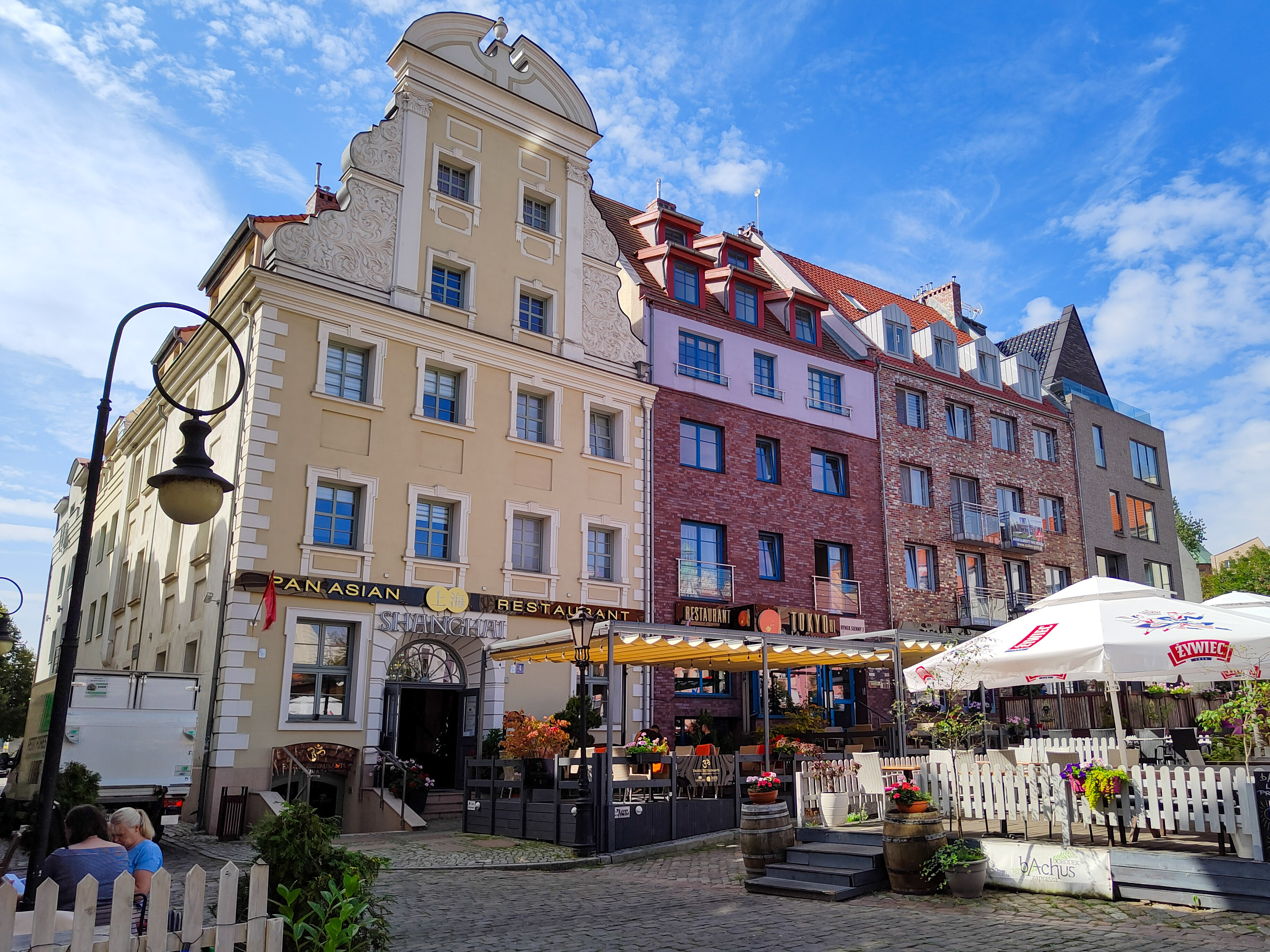
Pierzeja zachodnia
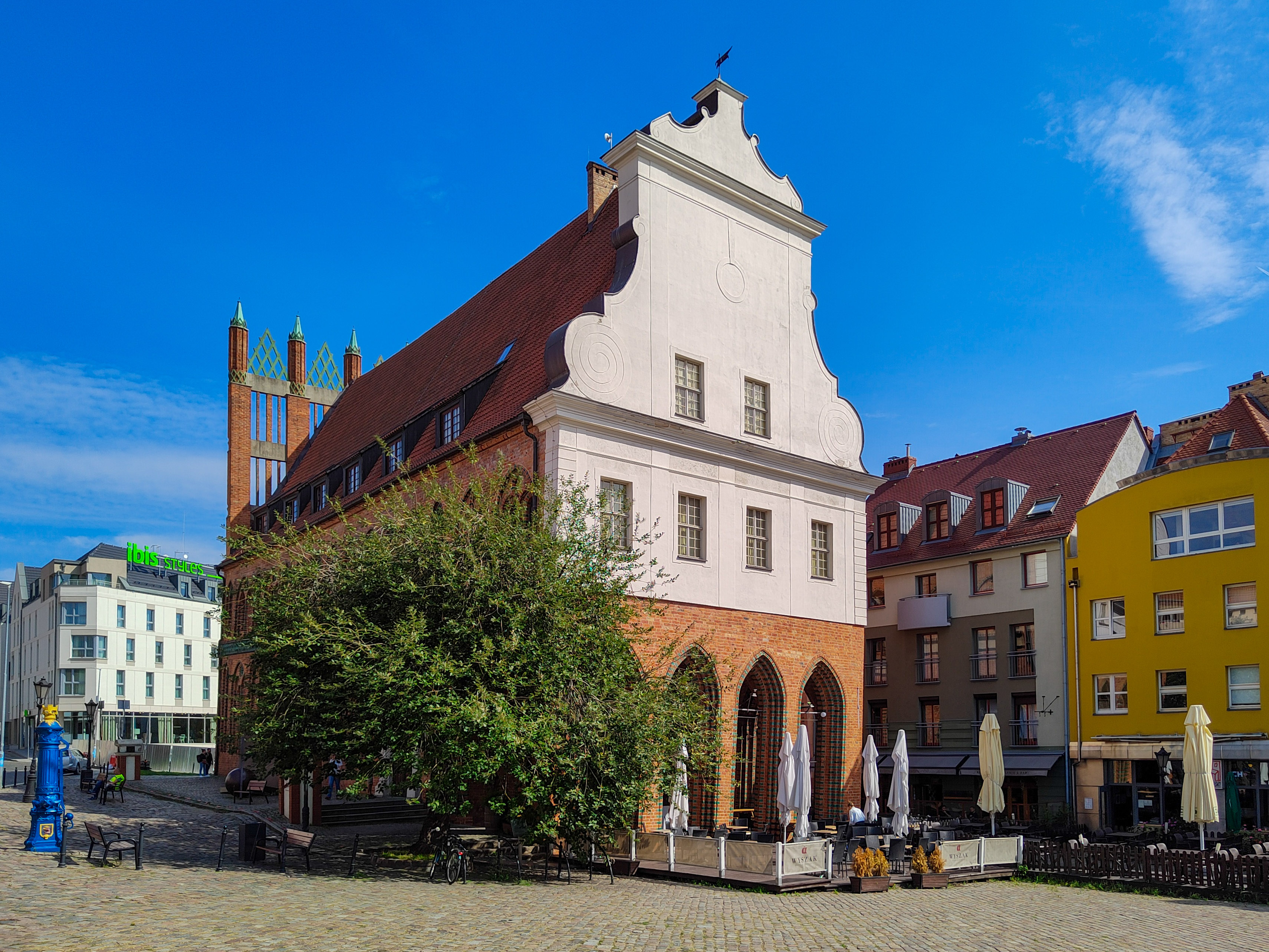
Ratusz w pierzei wschodniej